# Crepis lactea
Crepis lactea là một loài thực vật có hoa trong họ Cúc. Loài này được Lipsch. mô tả khoa học đầu tiên năm 1937.